# Куклен (община)
Куклен (болг. Община Куклен) — община в Болгарии. Входит в состав Пловдивской области. Административный центр – город Куклен.

## Население
- 6'612 человек на 15.03.2015
- 6'431 человек на 01.02.2011
- 7'355 человек на 21.07.2005

## Состав общины
В состав общины входят следующие населённые пункты:
1. Гылыбово
2. Добралык
3. Куклен
4. Руен
5. Цар-Калоян
6. Яврово